# Championnat de France de rugby à XIII 1937-1938
Navigation
Édition précédente Édition suivante
Le Championnat de France de rugby à XIII 1937-38 est la troisième édition du Championnat de France de rugby à XIII. Albi remporte son premier championnat de l'histoire en battant en finale 8-5 le Villeneuve-sur-Lot.

## Liste des clubs en compétition
| Albi Bordeaux Cote basque Dax Lyon-Villeurbanne Paris XIII Pau XIII Catalan Roanne Toulouse Villeneuve-sur-Lot |

La Ligue française de rugby à XIII met en place la quatrième édition du Championnat de France de première division avec la participation de onze clubs, le Toulouse olympique XIII ayant intégré le Championnat.

## Déroulement de la compétition

### Classement général
| Rang | Club               | Pts | J  | V  | N | D  | PP  | PC  | Diff |
| ---- | ------------------ | --- | -- | -- | - | -- | --- | --- | ---- |
| 1    | Lyon-Villeurbanne  | 46  | 19 | 13 | 1 | 5  | 236 | 205 | +31  |
| 2    | Roanne             | 43  | 18 | 12 | 1 | 5  | 431 | 177 | +254 |
| 3    | Côte basque        | 42  | 17 | 12 | 1 | 4  | 277 | 175 | +102 |
| 4    | Bordeaux           | 41  | 18 | 11 | 1 | 6  | 325 | 184 | +141 |
| 5    | Villeneuve-sur-Lot | 41  | 18 | 11 | 1 | 6  | 253 | 189 | +64  |
| 6    | XIII Catalan       | 40  | 18 | 11 | 0 | 7  | 222 | 185 | +37  |
| 7    | Albi               | 34  | 19 | 7  | 1 | 11 | 232 | 278 | -46  |
| 8    | Toulouse           | 30  | 14 | 7  | 2 | 5  | 221 | 219 | +2   |
| 9    | Paris              | 30  | 20 | 5  | 0 | 15 | 216 | 462 | -246 |
| 10   | Dax                | 21  | 18 | 2  | 0 | 16 | 120 | 356 | -236 |
| 11   | Pau                | 18  | 15 | 2  | 0 | 13 | 114 | 217 | -103 |

#### Détails des résultats
| Bordeaux     | 30 | 7  | Dax                |
| Côte basque  | 22 | 5  | Paris              |
| XIII Catalan | 7  | 11 | Lyon-Villeurbanne  |
| Pau          | 8  | 12 | Roanne             |
| Albi         | 8  | 9  | Villeneuve-sur-Lot |

| Lyon-Villeurbanne | 40 | 15 | Paris        |
| Albi              | 11 | 3  | Pau          |
| Côte basque       | 34 | 10 | XIII Catalan |
| Dax               | 7  | 27 | Roanne       |

| Côte basque       | 13 | 8 | Villeneuve-sur-Lot |
| XIII Catalan      | 10 | 9 | Bordeaux           |
| Roanne            | 33 | 3 | Albi               |
| Lyon-Villeurbanne | 3  | 2 | Dax                |

| Côte basque  | 25 | 8  | Roanne             |
| Pau          | 7  | 10 | Villeneuve-sur-Lot |
| Albi         | 44 | 14 | Toulouse           |
| XIII Catalan | 16 | 14 | Paris              |
| Bordeaux     | 15 | 28 | Lyon-Villeurbanne  |

| Villeneuve-sur-Lot | 19 | 3 | Dax      |
| Bordeaux           | 15 | 6 | Toulouse |

|  |  |  |  |

### Phase finale
Devant l'impossibilité de terminer le Championnat en temps voulu la série des parties-retour, il est décidé de qualifier les huit premiers du classement pour leur faire disputer des quarts-de-finale.
|  | Quarts de finale            | Quarts de finale            |                    |    | Demi-finales               | Demi-finales               |  |  | Finale                    | Finale                    |
|  | Quarts de finale            | Quarts de finale            |                    |    | Demi-finales               | Demi-finales               |  |  | Finale                    | Finale                    |
|  |                             |                             |                    |    |                            |                            |  |  |                           |                           |
|  | le 17 avril 1938 à Toulouse | le 17 avril 1938 à Toulouse |                    |    | le 1er mai 1938 à Toulouse | le 1er mai 1938 à Toulouse |  |  | le 15 mai 1938 à Bordeaux | le 15 mai 1938 à Bordeaux |
|  | le 17 avril 1938 à Toulouse | le 17 avril 1938 à Toulouse |                    |    | le 1er mai 1938 à Toulouse | le 1er mai 1938 à Toulouse |  |  | le 15 mai 1938 à Bordeaux | le 15 mai 1938 à Bordeaux |
|  | Lyon-Villeurbanne           | 10                          |                    |    | le 1er mai 1938 à Toulouse | le 1er mai 1938 à Toulouse |  |  | le 15 mai 1938 à Bordeaux | le 15 mai 1938 à Bordeaux |
|  | Lyon-Villeurbanne           | 10                          |                    |    | le 1er mai 1938 à Toulouse | le 1er mai 1938 à Toulouse |  |  | le 15 mai 1938 à Bordeaux | le 15 mai 1938 à Bordeaux |
|  | Bordeaux                    | 31                          |                    |    | le 1er mai 1938 à Toulouse | le 1er mai 1938 à Toulouse |  |  | le 15 mai 1938 à Bordeaux | le 15 mai 1938 à Bordeaux |
|  | Bordeaux                    | 31                          | Bordeaux           | 6  |                            |                            |  |  | le 15 mai 1938 à Bordeaux | le 15 mai 1938 à Bordeaux |
|  | le 17 avril 1938à Bordeaux  |                             | Bordeaux           | 6  |                            |                            |  |  | le 15 mai 1938 à Bordeaux | le 15 mai 1938 à Bordeaux |
|  |                             | Albi                        | 17                 |    |                            |                            |  |  | le 15 mai 1938 à Bordeaux | le 15 mai 1938 à Bordeaux |
|  | Côte basque                 | Albi                        | 17                 | 9  |                            |                            |  |  | le 15 mai 1938 à Bordeaux | le 15 mai 1938 à Bordeaux |
|  | Côte basque                 |                             |                    | 9  |                            |                            |  |  | le 15 mai 1938 à Bordeaux | le 15 mai 1938 à Bordeaux |
|  | Albi                        | 16                          |                    |    |                            |                            |  |  | le 15 mai 1938 à Bordeaux | le 15 mai 1938 à Bordeaux |
|  | Albi                        | 16                          | Albi               | 8  |                            |                            |  |  |                           |                           |
|  | le 18 avril 1938 à Bordeaux |                             | Albi               | 8  |                            |                            |  |  |                           |                           |
|  |                             | Villeneuve-sur-Lot          | 3                  |    |                            |                            |  |  |                           |                           |
|  | Villeneuve-sur-Lot          | Villeneuve-sur-Lot          | 3                  | 17 |                            |                            |  |  |                           |                           |
|  | Villeneuve-sur-Lot          | le 1er mai 1938 à Bordeaux  |                    | 17 |                            |                            |  |  |                           |                           |
|  | Toulouse                    | 7                           |                    |    |                            |                            |  |  |                           |                           |
|  | Toulouse                    | 7                           | Villeneuve-sur-Lot | 3  |                            |                            |  |  |                           |                           |
|  | le 17 avril 1938 à Lyon     |                             | Villeneuve-sur-Lot | 3  |                            |                            |  |  |                           |                           |
|  |                             | Roanne                      | 2                  |    |                            |                            |  |  |                           |                           |
|  | Roanne                      | Roanne                      | 2                  | 20 |                            |                            |  |  |                           |                           |
|  | Roanne                      |                             |                    | 20 |                            |                            |  |  |                           |                           |
|  | XIII Catalan                | 5                           |                    |    |                            |                            |  |  |                           |                           |
|  | XIII Catalan                | 5                           |                    |    |                            |                            |  |  |                           |                           |

## Finale - 15 mai 1938
(mt : 3 - 3)
Points marqués :
- Albi : 2 essais de Lopez et Jeansous ; 1 pénalité de Desplat.
- Villeneuve-sur-Lot : 1 essai de Delhommeau.

Arbitre : M.Paul Cowell (Warrington)
Évolution du score : ?-?, 3-3 (mi-temps), 5-3, 8-3.
Spectateurs : 
Recette : 102 000 francs
Composition des équipes :
- Albi : André Castagnon - Henri Jeansous, Lopez, Gaston Combes, Lapeyre - Georges Desplat (o), Jean-Marie Vignal (m) - Halard, Rudin, René Lataillade, André Mounié, René Bousquet, Sagné - Entraîneur :
- Villeneuve-sur-Lot : Marius Guiral - Baptiste Carbo, Étienne Cougnenc, René Lhoste, Marcel Delhommeau - Georges Lhespitaou (o), Pierre Brinsolles (m) - Antoine Puyuelo, Henri Durand, Urbain Tissinier, Jean Daffis, Calmel, Maurice Brunetaud - Entraîneur :

## Effectifs des équipes présentes
| Albi              | René Bousquet André Castagnon Gaston Combes Desplat Pierre Fortuné Gordon Halard Henri Jeansous Lafourcade Lapeyre René Lataillade (de l'Aviron Bayonnais) Lopez Maury Montagné André Mounié Noguès Rudin Sagné Jean-Marie Vignal Entraîneur : Jean Galia                                                                                | Villeneuve-sur-Lot | Pierre Brinsolles Maurice Brunetaud Calmel Baptiste Carbo Étienne Cougnenc Jean Daffis Delhommeau Henri Durand Marius Guiral Georges Lhespitaou René Lhoste Antoine Puyuelo Urbain Tissinier Georges Tutard |
| Bordeaux          | Henri Audurau Biec Raoul Bonamy Louie Brown Cyprien Estoueigt Maurice Gagnol James Green Jacques Labrousse André Larroche François Nouel Henri Mounès Marcel Nourrit André Saubion Maurice Sournies Marcel Villafranca | Roanne             | Jean Bellan Joseph Carrère Eugène Chaud Gabriel Clément Jean Dauger Robert Dauger Henri Gibert Louis Gibert Joseph Griffard Charles Lamarque Vincent Martimpé-Gallart Paul Piany Roger Pouy Max Rousié Robert Samatan Léopold Servole |
| Lyon-Villeurbanne | Gaston Amila Anglade Arrioulou Audouze Antonin Barbazanges Barcella René Barnoud Gustave Genevet Joseph Griffard Hurabielle Laffond Laurent Lambert Henri Marty Muet Perrin Charles Petit Rolland Surabielle | Côte basque        | Louis Bisauta Antoine Blain Lucien Couquiaud André Cussac Justin Davant Pierre Etchart Fort André Hiriart Lacourt Malaret Perse Pinaquy Portet Puchulu André Rousse G. Rousse Henri Sanz |
| XIII catalan      | Philippe Ascola Jean Azaïs Aimé Bardes Bigorre Émile Bosc André Bruzy Jean Cassagneau Henri Dabat Ferdinand Danoy Duluc Fau François Forma Raoul Lavagne Adrien Maurel François Noguères Gilbert Ponramon Maurice Porra Jean Queroli Respaut Rivière Rolland Martin Serre Charles Suares Octave Triquera Viguié Entraîneur : Roger Ramis | Toulouse           | Arribaud Belletière (de Villeneuve) Michel Bénazet (de Bordeaux XIII) Sylvain Bès (m) Louis Brané Cazals (de Quillan) Chevalier Sylvain Claverie-Barbe Collinet (de Périgueux) Comte (de Bordeaux) Dattes Dotax Dothas Duprat Fournier André Gau (ex Thuir) Marcel Georges Roy Hardgrave Josse (de Bordeaux) Jean Labat(o) Jean Londaitsbéhère (d'Agen) Magneau (de Toulouse) Manec Mognon Frantz Sahuc (du Stade Toulousain) Alexandre Salat (du T.O.E.C.) Suauz (de Bayonne) Marcel Teychenné Tournié Tutard (de Villeneuve) |
| Paris             | Bédat Casalino Sicart Minvielle Jean Daguerre (Cavaillon XV) Dupont Cazottes Pierre Germineau Barthe Ribeyre Roger Claudel Baylé Vergèz (de Pau) Jean Darrigade Lucia Delpech Jean Jalabert | Dax                | Lacoste Batz Marcel Villafranca R. Dupeyroux Biraben L. Duperrier Vergez Larrondé Lamaignère Lautrade Labeyrie Massiet Maître Pehau Mongrue |
| Pau               | Borde Cala Élisée Domercq Berdance Daquo Delpech Fernandez Joambon Julienne Roger Lanta Lassalle Radier Rey Sode Stevenost |                    | |